# Yeonjun
Choi Yeon-jun (en hangul, 최연준; en hanja, 崔研俊; romanización revisada, Choi Yeonjun; McCune-Reischauer, Ch'oe Yŏnchun; Seongbuk-gu, 13 de septiembre de 1999), más conocido como Yeonjun, es un cantante y compositor surcoreano. En 2019, debutó como integrante de Tomorrow X Together bajo la compañía Big Hit Music. Luego, en 2024, hizo su debut como solista con el sencillo «Ggum».

## Biografía y carrera

### 1999-2019: Primeros años e inicios en su carrera musical
Yeonjun nació en Seongbuk-gu. Luego de graduarse de la Korean Arts High School, comenzó a asistir a la Global Cyber University. Después, se convirtió en aprendiz durante aproximadamente cinco años antes de debutar en Tomorrow X Together. En 2014, formó parte de Cube Entertainment; sin embargo, abandonó la empresa tras audicionar para Big Hit Music y ser aceptado. Para su audición interpretó la canción «Boy in Luv» de BTS.  Durante su entrenamiento, se hizo conocido como el «aprendiz legendario» de Big Hit, ya que consistentemente ocupaba el primer lugar durante las evaluaciones mensuales en danza, interpretación vocal y rap.
El 10 de enero de 2019, Big Hit anunció el debut de un nuevo grupo masculino llamado Tomorrow X Together. Al día siguiente, se reveló que Yeonjun sería el primer miembro a través de un vídeo introductorio publicado en el canal oficial de YouTube de la compañía. La alineación completa se presentó el 24 de ese mismo mes. Yeonjun debutó oficialmente como integrante del grupo el 4 de marzo con el sencillo «Crown», perteneciente al EP The Dream Chapter: Star.

### 2021-presente: Actividades en solitario
El 12 de enero de 2021, realizó una aparición especial como Kim Ji-woo en el episodio final del drama Live On, emitido por JTBC. El mes siguiente, participó en la Semana de la Moda de Otoño/Invierno 2021 de Nueva York, desfilando como modelo para la marca surcoreana UL:KIN. En octubre, colaboró en la canción «Blockbuster» del primer álbum de estudio de Enhypen, Dimension: Dilemma, lanzado el día 12.
En febrero de 2022, Yeonjun colaboró en el sencillo «PS5» de la cantautora estadounidense Salem Ilese, junto a su compañero Taehyun y el DJ noruego Alan Walker. El 15 de marzo, se anunció que sería uno de los nuevos presentadores de Inkigayo, junto a los actores Roh Jeong-eui y Seo Bum-june. En julio, Yeonjun se convirtió en embajador de la marca de moda urbana Privé Alliance. Además, ejerció como diseñador creativo invitado y lanzó una colección limitada, disponible desde el mes siguiente hasta diciembre. El 22 de noviembre, se anunció que Yeonjun sería uno de los presentadores del festival de fin de año SBS Gayo Daejeon junto a Key y An Yu-jin, el cual se celebró el 25 de diciembre.
El 6 de septiembre de 2024, Big Hit anunció que Yeonjun haría su debut como solista a mediados de ese mismo mes. Dos días después, se publicó en el canal oficial de YouTube de Hybe Labels un vídeo titulado «Yeonjun's Mixtape Intro Film», en el que se reveló que su debut en solitario sería el 19 de septiembre.

## Imagen pública e influencia
Yeonjun ha aparecido en la lista de reputación de marcas de celebridades masculinas del Korean Business Research Institute, una lista que registra a las celebridades coreanas con más búsquedas y participación en línea. Alcanzó el top 20 en noviembre de 2020 y el top 30 en febrero y marzo de 2023.

### Filantropía
En mayo de 2024, Yeonjun donó 50 millones de wones a la Fundación Hallym Burn, una organización dedicada a asistir a los bomberos en su labor.

## Discografía

### Canciones
| Título                                                                            | Año                    | Mejor posición         | Ventas                 | Álbum                   |
| Título                                                                            | Año                    | COR                    | Ventas                 | Álbum                   |
| Como artista principal                                                            | Como artista principal | Como artista principal | Como artista principal | Como artista principal  |
| --------------------------------------------------------------------------------- | ---------------------- | ---------------------- | ---------------------- | ----------------------- |
| «Ggum»                                                                            | 2024                   | TBA                    | TBA                    | Yeonjun's Mixtape: Ggum |
| Como artista invitado                                                             |                        |                        |                        |                         |
| «Blockbuster» (Enhypen featuring Yeonjun)                                         | 2021                   | —                      | N/A                    | Dimension: Dilemma      |
| «PS5» (Salem Ilese featuring Alan Walker y Tomorrow X Together)                   | 2022                   | 170                    | N/A                    | Unsponsored Content     |
| Bandas sonoras                                                                    |                        |                        |                        |                         |
| «Boyfriend»                                                                       | 2024                   | —                      | - JPN: 2015 (dig.)     | Cinderella at 2 AM OST  |
| «–» indica que el lanzamiento no fue lanzado o no se posicionó en ese territorio. |                        |                        |                        |                         |

### Composiciones
- Créditos adaptados de Melon.[24]

| Canción                            | Año  | Álbum                              | Artista             | Letras     |
| Canción                            | Año  | Álbum                              | Artista             | Acreditado |
| ---------------------------------- | ---- | ---------------------------------- | ------------------- | ---------- |
| «Fairy of Shampoo»                 | 2020 | The Dream Chapter: Eternity        | Tomorrow X Together | Yes        |
| «Maze in the Mirror»               | 2020 | The Dream Chapter: Eternity        | Tomorrow X Together | Yes        |
| «Wishlist»                         | 2020 | Minisode 1: Blue Hour              | Tomorrow X Together | Yes        |
| «Way Home»                         | 2020 | Minisode 1: Blue Hour              | Tomorrow X Together | Yes        |
| «What If I Had Been That Puma»     | 2021 | The Chaos Chapter: Freeze          | Tomorrow X Together | Yes        |
| «No Rules»                         | 2021 | The Chaos Chapter: Freeze          | Tomorrow X Together | Yes        |
| «Frost»                            | 2021 | The Chaos Chapter: Freeze          | Tomorrow X Together | Yes        |
| «Loser=Lover»                      | 2021 | The Chaos Chapter: Fight or Escape | Tomorrow X Together | Yes        |
| «MOA Diary (Dubaddu Wari Wari)»    | 2021 | The Chaos Chapter: Fight or Escape | Tomorrow X Together | Yes        |
| «Blockbuster»                      | 2021 | Dimension: Dilemma                 | Enhypen             | Yes        |
| «Good Boy Gone Bad»                | 2022 | Minisode 2: Thursday's Child       | Tomorrow X Together | Yes        |
| «Trust Fund Baby»                  | 2022 | Minisode 2: Thursday's Child       | Tomorrow X Together | Yes        |
| «Lonely Boy»                       | 2022 | Minisode 2: Thursday's Child       | Tomorrow X Together | Yes        |
| «Valley of Lies» (feat. Iann Dior) | 2022 | Sin álbum                          | Tomorrow X Together | Yes        |
| «Happy Fools» (feat. Coi Leray)    | 2023 | The Name Chapter: Temptation       | Tomorrow X Together | Yes        |
| «Tinnitus (Wanna Be a Rock)»       | 2023 | The Name Chapter: Temptation       | Tomorrow X Together | Yes        |
| «Farewell, Neverland»              | 2023 | The Name Chapter: Temptation       | Tomorrow X Together | Yes        |
| «Blue Spring»                      | 2023 | The Name Chapter: Freefall         | Tomorrow X Together | Yes        |
| «Growing Pain»                     | 2023 | The Name Chapter: Freefall         | Tomorrow X Together | Yes        |
| «Dreamer»                          | 2023 | The Name Chapter: Freefall         | Tomorrow X Together | Yes        |
| «Deep Down»                        | 2023 | The Name Chapter: Freefall         | Tomorrow X Together | Yes        |
| «Happily Ever After»               | 2023 | The Name Chapter: Freefall         | Tomorrow X Together | Yes        |
| «I'll See You There Tomorrow»      | 2024 | Minisode 3: Tomorrow               | Tomorrow X Together | Yes        |
| «Miracle»                          | 2024 | Minisode 3: Tomorrow               | Tomorrow X Together | Yes        |
| «The Killa (I Belong to You)»      | 2024 | Minisode 3: Tomorrow               | Tomorrow X Together | Yes        |

## Filmografía

### Series web
| Año  | Título  | Papel               | Ref.  |
| ---- | ------- | ------------------- | ----- |
| 2021 | Live On | Kim Jin-woo (cameo) | [ 9 ] |

### Como presentador
| Año       | Título           | Nota(s)                                                           | Ref.   |
| --------- | ---------------- | ----------------------------------------------------------------- | ------ |
| 2019      | Inkigayo         | Presentador con Mingyu de Seventeen y Shin Eun-soo                | [ 25 ] |
| 2019      | Inkigayo         | Presentador con Lee Na-eun, Soobin                                | [ 26 ] |
| 2019      | M! Countdown     | Presentador con Soobin y Ravi de VIXX                             | [ 27 ] |
| 2022-2024 | Inkigayo         | Presentador con Roh Jeong-eui, Seo Bum-june y Park Ji-hu, Woonhak | [ 13 ] |
| 2023      | SBS Gayo Daejeon | con Key y Yujin de Ive                                            | [ 28 ] |